# Gorham (CDP, New Hampshire)
Der Gorham CDP ist ein Census-designated place in der Town of Gorham im Coös County im US-Bundesstaat New Hampshire. Die Volkszählung von 2020 erfasste 1.851 Einwohner. Der CDP wurde im Jahr 2008 erstmals vom Census definiert. Er umfasst den Kernort der Town of Gorham.

## Lage
Der CDP erstreckt sich bei den Koordinaten 44° 23' 34.19" Nord und 71° 11' 39.99" West auf einer Höhe von 245 Metern über dem Meeresspiegel am rechten Ufer des Androscoggin Rivers. Die 4,6 km² große Fläche des Gebietes setzt sich zusammen aus 4,4 km² Land- und 0,2 km² Wasserfläche. Durch Gorham verläuft die US-2, die hier von der New Hampshire State Route NH-16 von Portsmouth durch Berlin nach Maine gekreuzt wird. Dem Fluss folgt die Bahnstrecke Portland–Island Pond von Portland in Maine nach Vermont und Montreal.